# Antonin Tirefort
Antonin Tirefort (1899-1969) est un militaire et homme politique français, originaire du département du Tarn.

## Biographie
Antonin Tirefort nait le 14 juin 1899 à Ferrières (Tarn), dans une famille fort modeste, d'un père menuisier et d'une mère épicière. En 1916, il obtient son brevet élémentaire, après avoir suivi les cours du petit séminaire de Castres. Il entame une carrière militaire dans l'artillerie, et entre à l'école de l'artillerie de Metz en 1933, option DCA. Il participe aux premiers combats de la Seconde Guerre mondiale en tant que capitaine. À la suite de la défaite et de l'annexion de l'Alsace-Moselle, il est muté à Biscarosse, puis à Tarbes. Il met un terme à sa carrière en 1946, ayant obtenu le grade de commandant. Il se reconvertit en tant que professeur au lycée privé Saint-Joseph à Castres (aujourd'hui ensemble scolaire de La Salle), poste qu'il occupera de 1948 à 1959.
Lors des élections municipales de 1953, il est élu conseiller municipal de la ville, avant d'être nommé adjoint au maire. Il y dirige le bureau d’aide sociale de la ville. Il obtient alors deux distinctions, en récompense de son travail exemplaire dans ses fonctions municipales et d'enseignement, devenant ainsi chevalier de la Légion d'honneur et chevalier des Palmes académiques. Adhérent du Centre national des républicains sociaux, il se retrouve en troisième position sur la liste départementale du parti lors des élections législatives du 2 janvier 1956. Néanmoins, le parti n'obtient pas une seule voix, s'étant retiré afin d'empêcher l'élection d'un second député socialiste.
En 1962, le député du Tarn André Vidal, du parti gaulliste, l'Union pour la nouvelle République, vote la motion de censure contre le gouvernement. L'Assemblée Nationale étant donc dissoute, les élections législatives de 1962 sont organisées. Afin de remplacer André Vidal en tant que candidat de l'Union pour la nouvelle République, Antonin Tirefort est proposé. Lors des élections, son principal adversaire est le candidat du MRP, Gaston Bousquet, qu'il bat au premier tour avec 22,1% des voix, en se présentant comme un Tarnais de vieille souche, en opposition à son adversaire qui ne l'est vraisemblablement pas. Lors du second tour, il est élu avec 47,98% des voix, devant le candidat socialiste (40,96%) et André Vidal (11,1%), qui se représente mais sans étiquette. Antonin Tirefort est ainsi nommé député de la 2e circonscription du Tarn le 25 novembre 1962.
Une fois à l'Assemblée Nationale, il soutient ardemment son parti, en votant pour la totalité des lois proposées par le gouvernement de Charles de Gaulle, comme le traité de l'Élysée (13 juin 1963) ou la réforme du service national (26 mai 1965). Durant son mandat, il siège aussi à la commission de la défense et des forces armées, peut-être grâce à son expérience militaire. Néanmoins, il est un membre très discret de l’hémicycle, car il ne prendra pas une seule fois la parole à l’Assemblée de toute la durée de son mandat, se considérant bien plus simple représentant de son département que détenteur du pouvoir législatif. Il siègera à jusqu'au 2 avril 1967, date à laquelle il est remplacé par Jacques Limouzy, futur secrétaire d'état.
Antonin Tirefort est réélu au conseil municipal de Castres avec les élections municipales de 1965, mais ne se représente pas en tant que député. Il conservera son poste jusqu'à son décès, le 18 avril 1969 à Castres.
La rue Antonin-Tirefort, à Castres, lui rend hommage.